# Alexej Čerepanov
Alexej Čerepanov (rusky Алексе́й Андре́евич Черепа́нов; 15. leden 1989 Barnaul, Rusko – 13. říjen 2008 Čechov, Rusko) byl ruský profesionální hokejista. Nastupoval na pozici útočníka.
Svoji profesionální kariéru zahájil v roce 2006 v týmu ruské ligy Avangard Omsk. V roce 2007 byl draftován týmem NHL New York Rangers jako číslo 17. Rozhodl se však zůstat v Omsku, se kterým hrál od sezóny 2008/2009 Kontinentální hokejovou ligu po boku Jaromíra Jágra.
Dvakrát byl účastníkem MS dvacetiletých, na kterých získal s Ruskem stříbro a bronz.

## Smrt
13. října 2008 při zápase KHL Viťaz Čechov - Omsk zkolaboval ve třetí třetině na střídačce a přes veškerou snahu o oživení zemřel na srdeční selhání. Do konce utkání zbývalo 2:55. Hrál v řadě s Jaromírem Jágrem, se kterým hovořil krátce poté, co opustili led, když Čerepanov zkolaboval. Podle trenéra Wayne Fleminga: „Dosedl, omdlel a zbledl." Jágr volal okamžitě pomoc. Čerepanov byl zpočátku oživován na hráčské lavičce a když se pokusy ukázaly být neúspěšnými, hráči jej přenesli do šatny, zatímco lékaři pokračovali v oživování. Posléze byl převezen do místní nemocnice, avšak později večer byl prohlášen za mrtvého. První zprávy naznačovaly, že zemřel na srdeční infarkt.
Přestože pocházel z města vzdáleného 400 km, rodina si přála, aby byl pohřben Omsku, městě, kde začal jako mládežník hokejovou kariéru. Rozloučení se zúčastnily tisíce lidí. Před tím, než byl pohřben na Starém severním hřbitově, byla rakev vystavena na ledě v hale Avangardu.

### Vyšetřování
Bezprostředně po Čerepanově smrti se vyrojila spousta rozporuplných zpráv a podezření. První zprávy naznačovaly, že trpěl ischemickou chorobou a mnoho zpráv bralo v potaz úroveň lékařské péče a kladlo otázku, proč lékaři Avantgardu nevěděli o jeho potížích. Jiné zprávy oznamovaly, že při pitvě byly prokázány příznaky myokarditidy. Ostatní lékaři, především v Severní Americe, prvním zprávám nedůvěřovali a namítali, že je nepravděpodobné, aby mladý sportovec trpěl nediagnostikovanou formou ischemie; zčásti proto, že před draftem NHL musel projít lékařskými testy. V dalších zprávách z Ruska byla za příčinu smrti označena hypertrofická kardiomyopatie (HKMP), což se zdá pravděpodobnější, neboť onemocnění je nejčastější příčinou náhlých úmrtí mladých sportovců.
Kromě otázek spojených se stanovením příčiny náhlé smrti, ruská oficiální místa začala ihned po neštěstí šetřit další okolnosti. Předmětem vyšetřování byla reakce týmu na mimořádnou situaci, činnost místních záchranářů a funkčnost přístrojů. Bylo třeba vyjasnit, proč byl Čerepanov vůbec připuštěn ke hře, když jeho obtíže se srdcem musely být během lékařských testů nutně odhaleny. Ukázalo se, že ambulance povinně přítomná na všech zápasech KHL odjela pět minut před koncem a defibrilátor v hale nefungoval.
Vyšetřování trvalo několik měsíců. V prosinci se objevily zprávy, že vzorky moči a krve ukazují na krevní doping. Později úřední místa oznámila, že krevní doping byl ve skutečnosti pokus týmových funkcionářů a lékařů pochybnými prostředky zlepšit Čerepanovův stav. Po tomto odhalení KHL pozastavila činnost pěti činovníkům a lékařům Avantgardu kvůli léčbě, která má být svěřena jen zkušenému kardiologovi. Vyšetřování bylo znovu otevřeno v srpnu 2009 poté, co federální vyšetřovatel usoudil, že suspendování lékaři neznali stav Čerepanova srdce a nepředepsali mu léky, které bral. Hráčův agent Jay Grossman prohlásil, že testy provedené v NHL před vstupním draftem v roce 2007 neodhalily žádné zdravotní obtíže.